# Newkirk (Oklahoma)
Newkirk è un comune degli Stati Uniti d'America, situato in Oklahoma, nella contea di Kay, della quale è anche il capoluogo.